# Баш-Кууганды
Баш-Кууганды (кирг. Баш-Кууганды) — высокогорное село в Жумгальском районе Нарынской области Кыргызстана. Входит в состав Баш-Куугандынского аильного округа.
Расположено на правом берегу реки Джумгал на высоте 1800 м над уровнем моря. Районный центр село Чаек находится в 18 км восточнее, 162 км до железнодорожной станции Балыкчи. Возникло в 1930-е годы.
Население в 2009 году составляло 2353 человека. Жители, в основном, занимаются животноводством.